# Otto Martin
Otto August Martin, född 9 september 1827 i Folkärna, Kopparbergs län, död 8 februari 1895 i Södertälje, var en svensk läkare och riksdagsman. Han var bror till riksdagsmannen Anton Martin.
Martin var ledamot av riksdagens andra kammare 1894 för Södertälje, Norrtälje, Östhammars, Öregrunds, Sigtuna och Vaxholms valkrets.